# Jevgeni Majorov
Jevgeni Aleksandrovitsj Majorov (Russisch: Евгений Александрович Майоров) (Moskou, 11 februari 1938 - aldaar, 10 december 1997) was een Sovjet-Russisch ijshockeyer. 
Majorov won tijdens de Olympische Winterspelen 1964, de gouden medaille, deze olympische titel was tevens een wereldtitel. 
Majorov speelde gedurende zijn hele carrière voor HC Spartak Moskou, met deze ploeg werd hij in 1962, 1967 en landskampioen van de Sovjet-Unie. 
Majorov speelde jarenlang bij Spartak Moskou samen met zij tweelingbroer  Boris. Boris werd in 1964 en 1968 olympisch kampioen. 
Van 1982 tot zijn overlijden in 1997, was Majorov full-time hockey-commentator en journalist bij Gosteleradio, de Sovjet-staatsomroep. 